# الجرافيزم
الجرافيزم بمعناه اللغوي هو طريقة تخطيط رسم بطريقة فنية جمالية. وبمعناه الفني هو نظام الخطوط الذي يعتمد على الدقة والتخطيط لإبراز العلاقات والنسب بين المجموعات الهندسية والتمثيلية والتشبيهية بطريقة مجسمة أو مسطحة. وتعني معالجة أنواع الخطوط والنقاط من الزاوية الجمالية من ناحية تشكيل بنية الخطوط والنقاط في السمك والاتجاه.

## الألوان الأساسية في الجرافيزم
اللونين الأساسيين في الغرافيزم هما:
- الأبيض

- الأسود

ولو أردنا إضافة ألوان أخرى يجب علينا إضافة الألوان ومكملاتها مثل:
- البنفسجي والأصفر

- الأزرق والبرتقالي

- الأخضر والأحمر